# Limonade (série littéraire)
 (mai 2025).
Motif : Absence de sources
- Archive Wikiwix
- Bing
- Cairn
- DuckDuckGo
- E. Universalis
- Gallica
- Google
- G. Books
- G. News
- G. Scholar
- Persée
- Qwant
- (zh) Baidu
- (ru) Yandex
- (wd) trouver des œuvres sur Wikidata

| 1. | Préciser le motif de la pose du bandeau. | Précisez le motif de la pose du bandeau en utilisant la syntaxe suivante : {{admissibilité à vérifier\|date=mai 2025\|motif=remplacez ce texte par le motif}}                                    |
| 2. | Informer les utilisateurs concernés.     | Pensez à avertir le créateur de l'article, par exemple, en insérant le code ci-dessous sur sa page de discussion : {{subst:avertissement admissibilité à vérifier\|Limonade (série littéraire)}} |

Pour les articles homonymes, voir Limonade (homonymie).
Limonade est une série de 17 romans jeunesses, écrits par le Québécois Richard Petit et édité par Boomerang.

## Composition de la série
1. De moche à cool
2. Corrida au trésor
3. Maskarade
4. Julie de la lampe
5. Plage à gogo
6. Mona Zizanie
7. Cirque de lune
8. Belle magie
9. Océanne
10. Photocopines
11. Miss Woopiville
12. Luciole
13. Rose Minuit
14. Belle des étoiles
15. Disco Gigi
16. La gardienne des clés
17. Magikillage